# Жуків (Шепетівський район)
Жу́ків — село в Україні, в Улашанівській сільській громаді Шепетівського району Хмельницької області. Населення становить 661 особу.

## Історія

### 16—19 століття
В 1520 році село належало князю Андрію Заславському і перейшло родича князя Іллі Острозького (з огляду на бездітність Андрія Заславського). Пізніше знову повертається у власність князя Кузьми Заславського. На село робила самовільні наїзди вдова Іллі Острозького Беата Костелецька, так що навіть її названий брат польський король Сигізмунд II Август суворо їй заборонив робити самовільні грабежі у 1545 році.
Певний час селом володіли поміщик Кораслевський та графиня Марія Потоцька
У 1861 році Жуків за купчою перейшов у руки Романа Сангушка.
Довгий час Жуків був центром волості, яка об'єднувала 12 сіл Заславського повіту
В кінці 19 століття у селі 217 будинків, 1169 жителів, дерев'яна церква Іоана Богослова відкрита у 1771 році, на місці старої, 2-класова школа з 1863 року, волосне правління.

### 20 століття
За переписом 1911 року в Жукові було 1316 жителів, волосне правління, однокласова школа, фельдшерський пункт, 1 крамниця, горілчана крамниця, позичкова каса, склад добірного насіння.
7 (20) листопада 1917 року, відповідно до Третього Універсалу Української Центральної Ради, увійшло до складу Української Народної Республіки.
25 листопада 1921 році через Жуків, вертаючись з Листопадового рейду, проходила Подільська група (командувач Сергій Чорний) Армії Української Народної Республіки.
У 1928 році в Жукові створюється товариство спільного обробітку землі (ТСОЗ). Його першим головою став А. І. Марчишин. А через рік в селі організували першу артіль і назвали її «Зоря революції», а головою артілі обрали В. А. Рибіцького. Але колективізація була ще попереду. До колективного господарства вступали найбідніші. Заможніші господарі ж продовжували працювати одноосібно.

#### РепресіїтаГолодомор
Хлібозаготівельна кампанія 1931 року, як і три попередні, проводилася методом продподатку і, стала прелюдією голоду. Взимку 1932–1933 рр.. багато селян залишилися без хліба, бо питома вага «недоторканних» хлібозаготівель в зібраному врожаї сягала 80%.
Щоб не залишитися без хліба, селяни закопували його їв лісах, ховали в далеких селах. Тому плани хлібоздачі по одноосібному сектору не виконувалися. Це значною мірою і спричинило в недалекому майбутньому криваву добу розкуркулення. У 1932 році в Жукові 18 чоловік було репресовано як «ворогів народу».
Під час Голодомору в селі померло 22 людини.
У 1936 році до Казахстану було вислано 30 сімей польської національності — назад повернулося лише 5 родин. 121 житель села не прийшов з фронтів Другої Світової, а 16 їх стали в тій війні інвалідами. 25 жителів закатували у Шепетівському гестапо.

#### Радянсько-німецька війна
В перші дні війни до армії було мобілізовано понад 40 жуківчан. А з липня в село прийшли німці. На роботи до «третього рейху» вони вивезли з села 62 чоловіки, четверо з них там і загинули. Ще 25 чоловік було розстріляно за «зв'язок з партизанами». Спочатку їх катували в Шепетівському гестапо, а потім напівживих розстрілювали за Шепетівкою та під Ташками. Від нацистів село було визволене 15 січня 1944 року. За участь у бойових діях 148 жуківчан було нагороджено орденами і медалями. Не повернулися з фронтів 121 чоловік, ще 17 стали інвалідами.

#### Післявоєнний час
Початок відбудовчого періоду збігся в часі ще з однією трагедією — Голодомором 1946–1947 років.
Урожайність зернових у колгоспі в 1946 році становила 4 центнери з 1 га. Зерно на трудодні не видавали. Гіркий досвід підказував селянам, що колгоспи і держава їх не врятують, розпочалася їх міграція до міста. Це і спонукало державу прийняти постанову про недопустимість самовільного залишення селянами колгоспів. Навіть забираючи останнє, план хлібозаготівель вдалося виконати лише на 60%. Люди були без хліба. А загроза голодної смерті зникла лише після жнив 1947 року, коли зібрали новий, трохи кращий урожай.
У 1956 році Жуків радіофікували, а через два роки електрифікували.
У 1994 році відбулося відкриття православної церкви.
12 червня 2020 року, відповідно до розпорядження Кабінету Міністрів України № 727-р «Про визначення адміністративних центрів та затвердження територій територіальних громад Хмельницької області», увійшло до складу Улашанівської сільської територіальної громади.
19 липня 2020 року, в результаті адміністративно-територіальної реформи та ліквідації Славутського району, село увійшло до складу новоутвореного Шепетівського району.

## Населення
Згідно з переписом УРСР 1989 року чисельність наявного населення села становила 897 осіб, з яких 401 чоловік та 496 жінок.
За переписом населення України 2001 року в селі мешкали 662 особи.

### Мова
Розподіл населення за рідною мовою за даними перепису 2001 року:
| Мова       | Відсоток |
| ---------- | -------- |
| українська | 98,49 %  |
| російська  | 1,51 %   |

## Символіка
Затверджена 4 серпня 2015р. рішенням сесії сільської ради.

### Герб
Щит перетятий, у верхньому лазуровому полі три золоті колоски з двома листочками кожен - центральний у стовп, а два обабіч скошені донизу, правий уліво, а лівий - управо, у нижньому зеленому полі три золоті перекинуті дубові листки - центральний у стовп, а два обабіч скошені догори, правий управо, а лівий - уліво. Щит облямований золотим декоративним картушем і увінчаний золотою сільською короною. Унизу картуша напис "Жуків" і дата "1520".
Лазуровий колір означає озеро, біля якого, за легендою, оселилися перші жителі; зелений – колір поля і лісу. Основна фігура – три колоски і три дубових листки – означає розташування села на межі поля і лісу, водночас нагадуючи стилізовану першу літеру назви. Колоски – символ хліборобства, основного заняття жителів села. Дуб в геральдиці означає незламність, мудрість, довголіття. Корона означає статус населеного пункту. 1520 – рік першої писемної згадки про село.

### Прапор
Квадратне полотнище складається з двох рівношироких вертикальних смуг, на жовтій від древка зелений дубовий листок, на зеленій з вільного краю - жовтий колосок із двома листочками.

## Відомі люди
- Лотоцький Володимир Миколайович — підполковник Дієвої Армії УНР.
- Лубяницький Іван Захарович — підполковник Армії Української Держави.
- Сорока Петро Гнатович - доктор технічних наук, професор.